# Park Jong-jin
Park Jong-Jin (24 juni 1987) is een Zuid-Koreaans voetballer.

## Carrière
Park Jong-Jin speelde tussen 2007 en 2010 voor JEF United Ichihara Chiba, Mito HollyHock en Gangwon FC. Hij tekende in 2010 bij Suwon Samsung Bluewings.